# Carbonea distans
Carbonea distans är en lavart som först beskrevs av Kremp., och fick sitt nu gällande namn av Hafellner & Obermayer. Carbonea distans ingår i släktet Carbonea och familjen Lecanoraceae.   Inga underarter finns listade i Catalogue of Life.